# Paléoentomologie
La paléoentomologie est la branche de l'entomologie dont l'objet est l'étude des insectes fossiles. Cette discipline couvre la classification, l'évolution, l'histoire naturelle et l'écologie des insectes.

## Historique
La première mention de fossiles d'insectes remonte à 1779, lorsque le naturaliste allemand Marcus Élieser Bloch associa des noms binomiaux à des insectes préservés dans du copal. Soixante ans plus tard, Ernst Friedrich Germar, un autre naturaliste allemand, fournissait la première description entomologique d'un important dépôt fossile. Toujours au XIXe siècle, Samuel Scudder, le premier paléoentomologue nord-américain, pensait que les insectes fossiles n'étaient que des espèces disparues. Il donnait donc à chaque fragment fossile un nom d'espèce nouveau peu flatteur : Lathrobium frustum, Bembidium damnosum, Cœlambus infernalis[réf. souhaitée]. En France, l'exploitation du charbon permit d'investiguer des gisements carbonifères comme le terrain houiller de Commentry (découverte du Meganeura monyi en 1880).
À partir de 1990, la paléoentomologie gagne en popularité, ce qui mène à le Premier congrès international de paléoentomologie à Moscou en 1998. En avril 2013, la ville de Byblos, au Liban, accueillait le Sixième congrès international sur les fossiles d'insectes, d'arthropodes et l'ambre.

## Objet de l'étude
La paléoentomologie s'appuie sur le registre fossile des insectes pour et s'intéresse à la classification, l'évolution, l'histoire naturelle et à l'écologie de ces derniers.
La paléoentomologie est utile pour reconstituer des paléoclimats et des paléoenvironnements. On étudie les restes fossiles ou subfossiles d'insectes carnivores (prédateurs et nécrophages comme les curculionidae ou les carabidae) ou coprophages (Onthophagus, Aphodius) plus souvent utilisés pour reconstituer les paléoclimats, tandis que les espèces phytophages (Elateriformia ou Phyllopertha horticola), dépendant plus de la présence de leur plante hôte que de conditions climatiques, sont plus adaptées pour les paléoenvironnements.